# 莫赫納廷

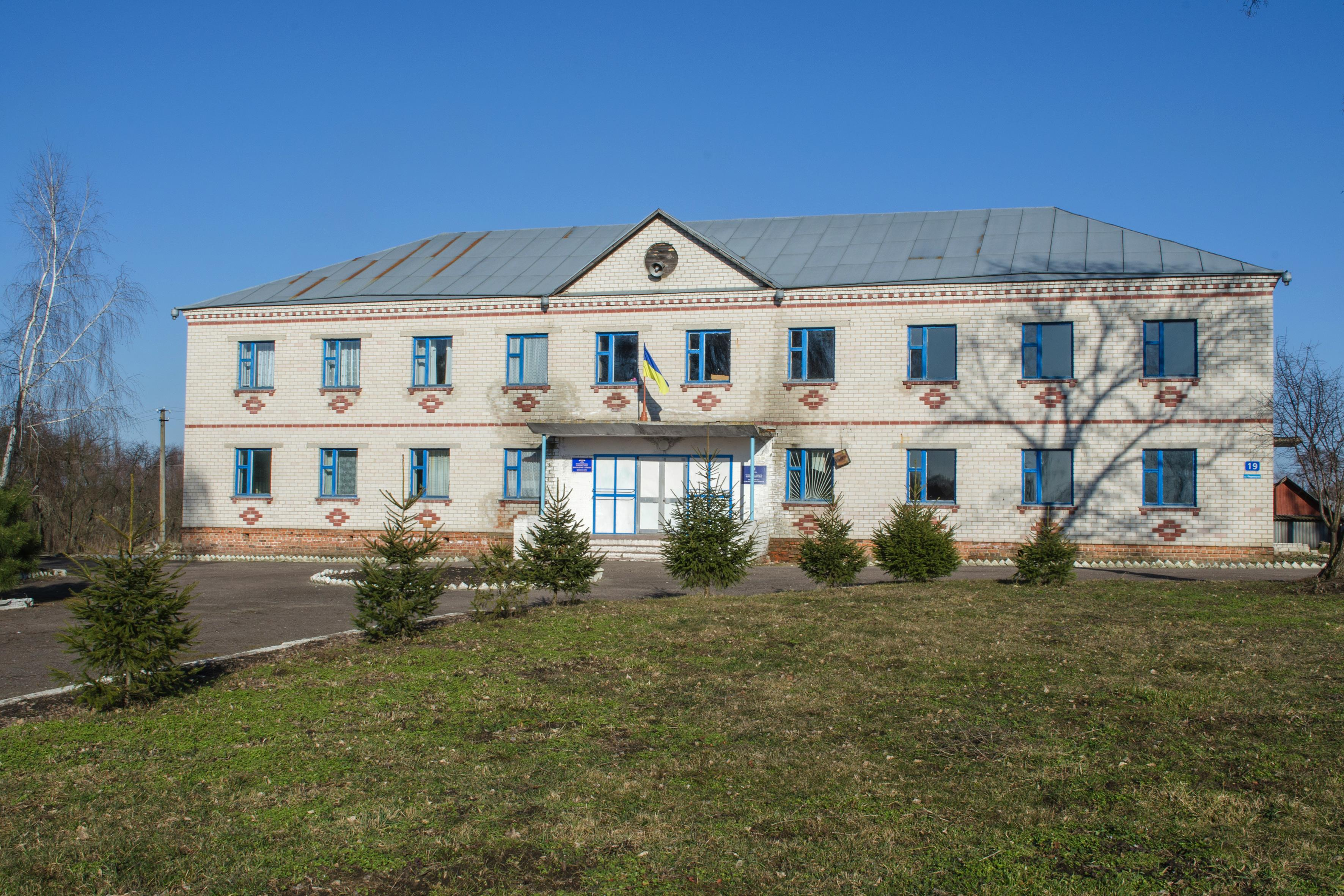

莫赫納廷（羅馬化：Mokhnatyn）是烏克蘭北部切爾尼希夫州切爾尼希夫區新比洛乌斯市镇的村落。始建於1625年，面積0.31平方公里，海拔高度137米，2001年人口536，人口密度每平方公里1,745.9人。